# Syzeuxis nigrinotata
Syzeuxis nigrinotata är en fjärilsart som beskrevs av W. Warren 1896. Syzeuxis nigrinotata ingår i släktet Syzeuxis och familjen mätare. Inga underarter finns listade i Catalogue of Life.